# فيرنون مارتن
فيرنون مارتن (بالإنجليزية: Vernon Martin)‏ هو لاعب كرة قدم أمريكية أمريكي، ولد في 2 مايو 1920 في أماريلو في الولايات المتحدة، وتوفي في 9 مايو 1949 في ممفيس في الولايات المتحدة.